# الحزب الليبرالي الهندوراسي
الحزب الليبرالي الهندوراسي (بالإسبانية: Partido Liberal de Honduras)‏ هو حزب سياسي هندوراسي، أسس في 5 فبراير 1891، يقع مقره في تيغوسيغالبا.

## أعضاء بارزون
- كود سباركل
- تحديث القائمة

- مانويل زيلايا
- روبرتو ميشيليتي
- روبرتو سوازو كوردوفا
- كارلوس روبرتو فلوريس
- كارلوس روبرتو رينا
- رامون فيليدا موراليس
- خوسيه أسكونا دل هويو
- ماركو أوريليو سوتو
- خوسيه ماريا ميدينا
- ديونيسيو دي هيريرا